# City Of Surprise Women's Open 2012
Il City Of Surprise Women's Open 2012 è stato un torneo di tennis facente parte della categoria ITF Women's Circuit nell'ambito dell'ITF Women's Circuit 2012. Il torneo si è giocato a Surprise negli Stati Uniti dal 13 al 19 febbraio 2012 su campi in cemento e aveva un montepremi di $25,000.

## Vincitori

### Singolare
Michelle Larcher de Brito ha battuto in finale  Claire Feuerstein con il punteggio di 6–1, 6–3

### Doppio
Maria Sanchez /  Yasmin Schnack hanno battuto in finale  Mihaela Buzărnescu /  Valerija Solov'ëva con il punteggio di 6–4, 6–3